# NK Trešnjevka Zagreb
NK Trešnjevka Zagreb ist ein kroatischer Fußballverein.
Im Jahre 1926 gegründet, waren die größten Erfolge des Vereins die Zweitligameisterschaft 1962/63 im ehemaligen Jugoslawien, die anschließende dreijährige Zugehörigkeit zur 1. Liga, die Teilnahme am Messepokal 1963/64, sowie die Zugehörigkeit zur 2. HNL von der Premierensaison im Jahre 1992 bis zum Jahre 1997. Derzeit spielt der Verein in der dritten kroatischen Liga.
Bekannteste ehemalige Spieler des Vereins sind Ante Vučkov, der von 1965 bis 1967 beim FC Bayern München unter Vertrag stand und Joško Gvardiol, kroatischer Nationalspieler.

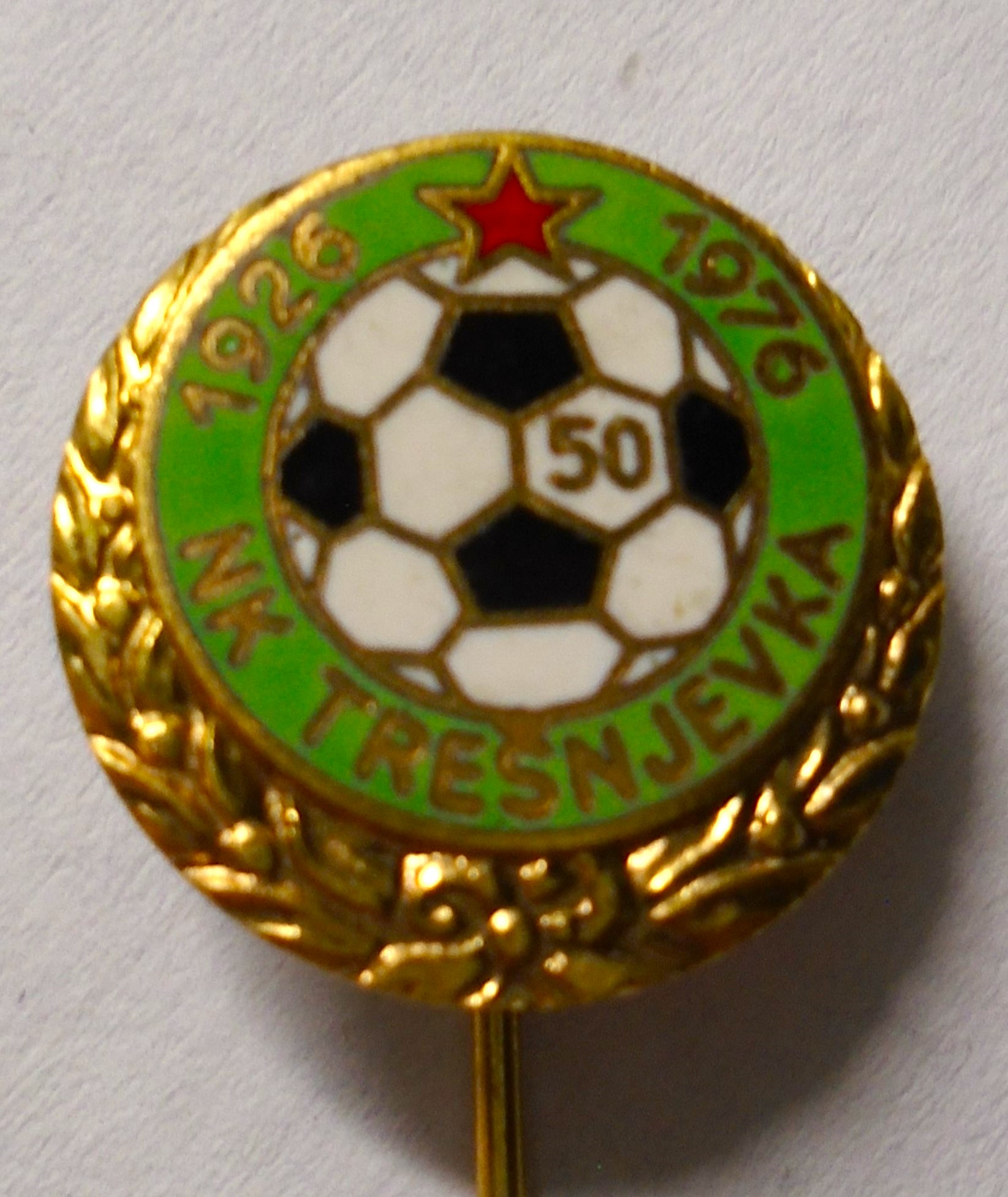
Altes Emaille-Abzeichen des Fußballvereins Trešnjevka (1976)